# Jonny Berg
Karl Jonny Berg, född 13 juni 1969, var tillsammans med Leif Zeilon en av talesmännen för det tidiga Sverigedemokraterna.
Jonny Berg var 19 år gammal när han deltog på Sverigedemokraternas konstituerande möte i februari 1988 och då valdes till partiets talesman tillsammans med Zeilon, som hade rekryterat Berg till partiverksamheten tidigare. Berg hade ingått i samma skinnskallekretsar som den 1986 mördade Ronny Öhman. Berg kom snabbt att bli involverad i det då nystartade Sverigepartiets aktiviteter. Han ingick i redaktionen för dess ungdomstidning Ung Front, var chefredaktör för den kortlivade tidningen Gjallarhornet och var också delaktig vid partiets gatudemonstrationer under våren-sommaren 1987.
Efter grundandet av Sverigedemokraterna verkar Berg inte ha varit lika aktiv och han övergav sitt partipolitiska engagemang i slutet av 1988.